# Lutherkirche (Berlin-Spandau)

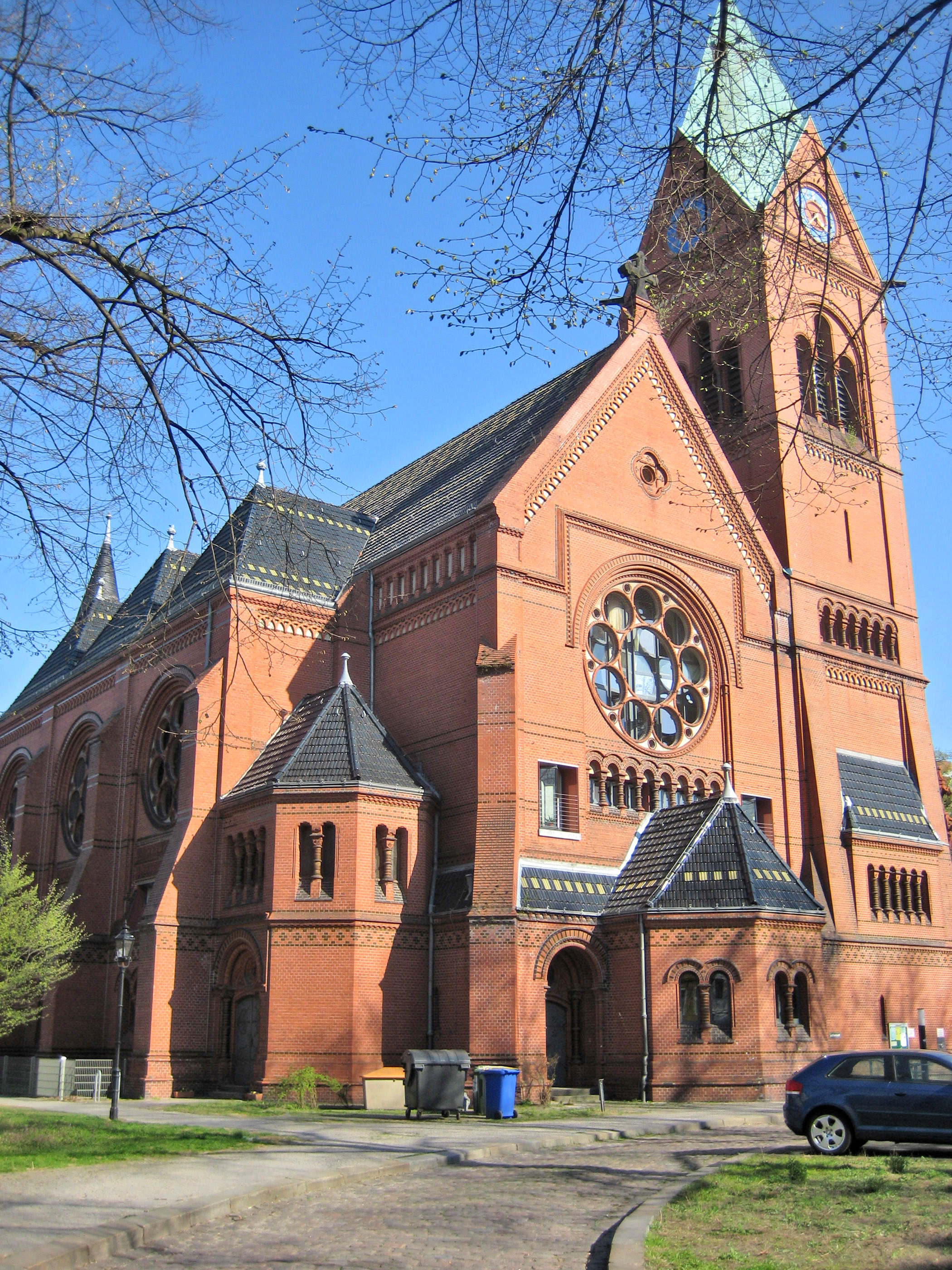
Lutherkirche in Berlin-Spandau

Die Lutherkirche ist ein evangelisches Gotteshaus im Berliner Ortsteil Spandau. Sie wurde 1895–1896 errichtet und 1994–1997 im Innern grundlegend umgebaut und in einen Kirchenraum und ein Wohnhaus aufgeteilt. Mit der Wichernkirche und dem Gemeindezentrum Radeland  bildet sie die Evangelische Kirchengemeinde im Norden Spandaus im Kirchenkreis Spandau, der zum Sprengel Berlin der Evangelischen Kirche in Berlin-Brandenburg-schlesische Oberlausitz gehört.

## Baubeschreibung

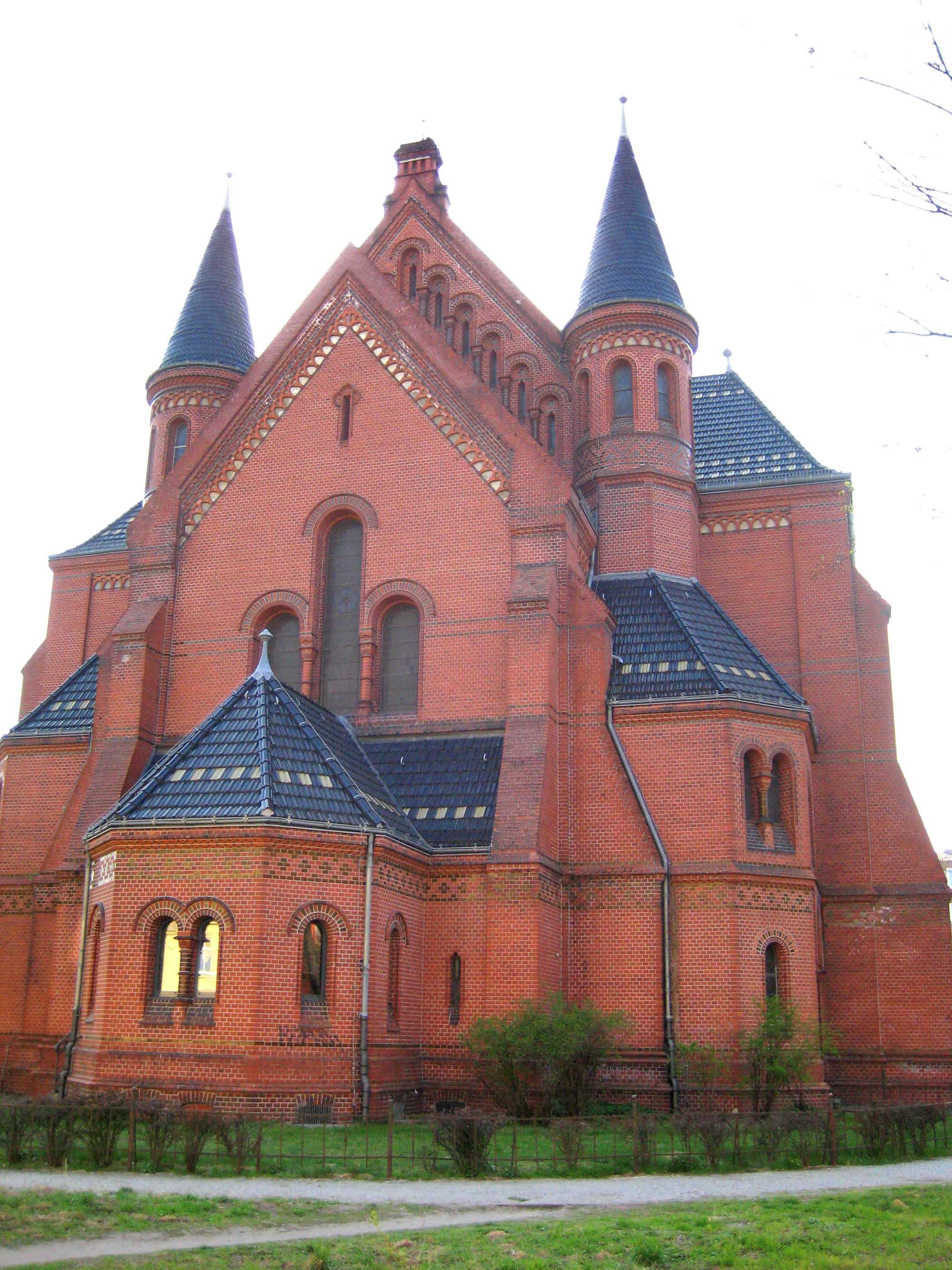
Ostseite der Lutherkirche

### Lage
Die Lutherkirche in der Spandauer Neustadt liegt auf einem repräsentativen Stadtplatz, der bereits seit 1890 den Namen des Kirchenpatrons Martin Luther trägt. Der Lutherplatz liegt nördlich der Altstadt Spandau zwischen Neuendorfer und Schönwalder Straße im Schnittpunkt der Lasiuszeile, Neumeister-, Hedwig-, Lynar-, Jagow- und Lutherstraße.

### Architektur
Der rote Ziegelbau wurde nach dem Vorbild des sogenannten Übergangsstils von der Romanik zur Gotik als dreischiffige Hallenkirche mit drei Jochen in ungefährer Ost-West-Ausrichtung errichtet und gehört somit zur Neuromanik und Neugotik. Der Architekt war Arno Eugen Fritsche. Das gedrungen wirkende, durch starke Strebepfeiler gegliederte Kirchenschiff setzt sich in einen rechteckigen Altarraum mit polygonalem Sakristeianbau fort. Die Kirche wurde mit ursprünglich 1100 Sitzplätzen und 500 Stehplätzen für rund 32.000 Gemeindeglieder erbaut.
Der Turm ist asymmetrisch in der Flucht der Westfassade vor ein Seitenschiff gestellt und mit einer kurzen Spitze gedeckt.

### Umbau 1994–1997
Seit den 1960er-Jahren erwies sich die Kirche als zu groß für die kleiner gewordene, heute in einem Kiez mit über 30 % Ausländeranteil gelegene Gemeinde mit rund 4000 Mitgliedern. 1981 fand darum ein Architekturwettbewerb zur Errichtung eines Gemeindezentrums innerhalb des Kirchenschiffes für alle auch außergottesdienstlichen Veranstaltungen und Belange statt. Das Gebäude stand jedoch unter Denkmalschutz und die Wettbewerbsentwürfe waren aus Sicht der Denkmalpflege nicht genehmigungsfähig – allerdings konnten die Planungen auch aus Kostengründen nicht weiter verfolgt werden.
Der Architekt Dieter Ketterer, der später auch die Umgestaltung der St.-Bartholomäus-Kirche in Friedrichshain leitete, entwarf ab 1985 einen Einbau von neun Wohnungen – geplant ursprünglich als Konvent – auf drei Ebenen in zwei Jochen des Kirchenschiffs. Das erste Joch und der Altarraum sind durch eine weiße Trennwand in voller Breite und Höhe des Kirchenschiffs von den Wohnungsebenen getrennt und stehen weiterhin als Kirche mit maximal 300 Plätzen zur Verfügung: eine Art Zentralraum mit kreuzförmigem Grundriss. Der Umbau wurde nach zum Teil heftigen Diskussionen in der Fachöffentlichkeit in den Jahren 1994–1997 vorgenommen und stand unter der Maxime, die raumbildenden Glieder des Kircheninneren so gering wie möglich zu stören. Neuzeitliche Einbauten sollten als solche erkennbar bleiben, was durch Formgebung und weiße Farbgebung erreicht wurde.
Die beiden seitlichen Emporen blieben mit ihrer historischen Ornamentik bestehen und sind an der Westseite durch eine konkav gebogene Empore brückenartig verbunden, deren weiße Brüstung sich deutlich von den historischen Bauformen abhebt. Die Taufe und die hölzerne Kanzel mit Baldachin wurden im Kirchenraum erhalten. Die übrige Innenausstattung wurde ausgelagert. Der Altar befindet sich seit 1994 in der Melanchthon-Kirche in der Spandauer Wilhelmstadt.
So blieb das Bauwerk äußerlich bestmöglich erhalten. Der nichtsahnende Betrachter wundert sich lediglich über den – bei einer Kirche ungewohnten – Anblick von blühenden Blumen in den Fenstern der nicht sogleich erkennbaren Wohnungen.
In den 2020er-Jahren soll schrittweise eine Aufwertung des Lutherplatzes rund um die Kirche erfolgen. Angelegt wurden und werden Aufenthalts- und Spielbereiche, ein experimenteller Garten mit Blumen, Gemüse und Obst sowie eine insgesamt abgestimmte Bepflanzung. 2022 erfolgte rundum eine Sanierung der Fassaden.

## Geschichte

### Kirchbau und Gemeindebildung
Das Gebiet der heutigen Luthergemeinde lag im 19. Jahrhundert in der Oranienburger Vorstadt von Spandau, die zum Festungsrayon der Zitadelle Spandau gehörte und daher besonderen Baubeschränkungen unterlag. Aus der Ackerbürgersiedlung wurde ein Wohngebiet für die Arbeiter der Spandauer Rüstungsbetriebe. Die Rayonbestimmungen wurden erst gegen Ende des 19. Jahrhunderts aufgehoben. Zwischen 1880 und 1900 setzte eine intensive Bebauung mit Mietskasernen ein, aus der Oranienburger Vorstadt wurde die Spandauer Neustadt, und die Bevölkerung verzehnfachte sich auf 35.600 Menschen um die Wende zum 20. Jahrhundert, neben den Arbeitern der staatlichen Rüstungsindustrie jetzt auch Arbeiter der Industriereviere am Nonnendamm und in Klosterfelde.

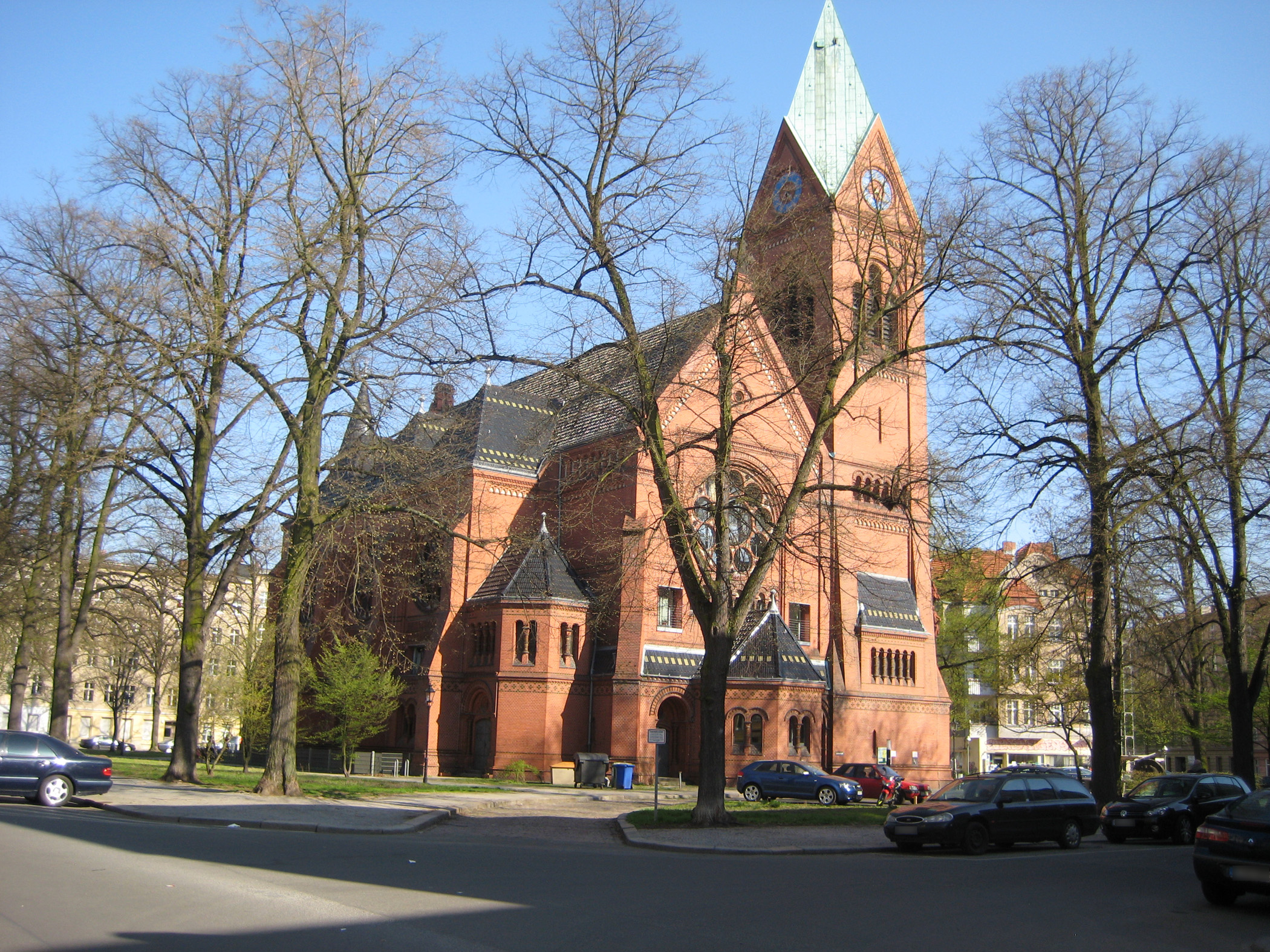
Die Kirche auf dem Lutherplatz, 2010

Die Nikolaigemeinde besaß zahlreiche Grundstücke im Bereich der Neustadt, die sie ab Mitte der 1870er-Jahre größtenteils verkaufte. Dabei wurde von Anfang an der Platz für einen Kirchenbau im neuen Stadtteil – im Mittelpunkt des 54 Morgen großen Kirchenmeierei-Grundstücks – freigehalten, der heutige Lutherplatz. Ein Teil der Einnahmen aus dem Grundstücksverkauf floss in den Bau der Lutherkirche.
Der Grundstein wurde am 27. April 1895 gelegt. Am 27. April 1813 war die französische Besatzung Spandaus zu Ende gegangen. Mit der Wahl des Jahrestages für die Grundsteinlegung wollte man die Nähe der evangelischen Kirche zum preußisch-monarchischen Staat zum Ausdruck bringen. Die Einweihung der Kirche war am 10. November 1896, dem Geburtstag Martin Luthers, des Namensgebers der Kirche. Prinz Friedrich Leopold von Preußen überbrachte als Geschenk eine Bibel mit der Widmung von Kaiserin Auguste Viktoria.
Am 1. April 1897 wurde die Luthergemeinde als selbstständige Gemeinde mit drei, später vier Pfarrbezirken errichtet, war mit der Nikolaigemeinde jedoch noch finanziell verbunden. Das Gemeindegebiet erstreckte sich nördlich der Feldstraße bis zur Stadtgrenze und schloss Hakenfelde, Radeland und Falkenhagener Feld, damals alle noch wenig besiedelt, ein. Erster Pfarrer wurde Superintendent Wilhelm Hensel.
In der Gemeinde bestanden große Vereine und Gruppen. Der „Gemeindeverein“ hatte 3000 Mitglieder, die Frauenhilfe 900. Die Gemeinde unterhielt eine „Herberge zur Heimat“ für wandernde Gesellen und Arbeitslose, das Kinderheim „Sonnenhof“, einen Kinderhort, eine Schwesternstation und Anfang der 1930er-Jahre eine „Kirchliche Notspeisung“ für Arbeitslose der Neustadt. In den ersten Jahrzehnten des 20. Jahrhunderts lag der sonntägliche Kirchenbesuch bei 400 bis 500 Personen, im Sommer weniger. Sonntags fand neben dem Gottesdienst um 10 Uhr und einem Kindergottesdienst ein Abendgottesdienst um 18 Uhr statt. Die Zahl der Taufen sank von 1032 im Jahr 1898 auf 539 im Jahr 1912, verursacht auch durch Geburtenrückgang infolge von Empfängnisverhütung („besondere Machenschaften zur Verhinderung der Geburten“, so der Gemeindekirchenrat 1912). 1903 wurden an zwei Terminen insgesamt 541 Jugendliche konfirmiert, 1912 gab es 195 Trauungen und 243 kirchliche Bestattungen. Im Ersten Weltkrieg wurden donnerstags um 19:30 Uhr „Kriegsgottesdienste“ gehalten, bei denen der gefallenen Gemeindeglieder gedacht wurde.

### NS-Zeit und Zweiter Weltkrieg
Zur Zeit des Nationalsozialismus kam es auch in der Luthergemeinde zu Auseinandersetzungen zwischen Vertretern der oppositionellen Bekennenden Kirche und den regimetreuen Deutschen Christen. Bei der Wahl zum Gemeindekirchenrat am 23. Juli 1933 entfielen 75 % der Stimmen auf die Kandidaten der Deutschen Christen, manipuliert durch Einschreibung zahlreicher kirchenferner SA-Männer in die Wählerlisten. Pfarrer Hermann Stephan stand der Bekennenden Kirche nahe und arbeitete eng mit Superintendent Martin Albertz zusammen, ebenfalls der für den Gemeindebezirk Wichernkirche in Hakenfelde zuständige Pfarrer Hermann Bunke und maßgeblich auch der Kirchenälteste Walter Friedrich. Der zu den Deutschen Christen gehörende Pfarrer Johannes Rehse und seine Anhängerschaft sprachen von Bunkes „Wühlarbeit“ und zeigten ihn wiederholt bei der Gestapo an; es ging so weit, dass im Dezember 1936 der Kirchenälteste Adolf Otto wegen Beleidigung von Pfarrer Bunke zu einer Geldstrafe in Höhe von 300 Mark verurteilt wurde. 1935 wurde Bunke einmal unter Hausarrest gestellt, ein anderes Mal in einen anderen Gemeindebezirk versetzt. Letztlich bestätigte die Kirchenleitung Pfarrer Bunke, indem sie zum 1. Januar 1937 den Gemeindebezirk der Wichernkirche aus der Luthergemeinde ausgliederte und zur selbstständigen Kirchengemeinde erhob, deren Pfarrer Hermann Bunke wurde.
Da sich der Gemeindekirchenrat der Luthergemeinde wegen der Gegensätze zunehmend als handlungsunfähig erwies, löste ihn der Provinzialkirchenausschuss im November 1936 auf und setzte einen fünfköpfigen „Gemeindeausschuss“ ein, der mit neutralen Gemeindegliedern und bekennenden Christen besetzt war. Unterschwellig blieben die Konflikte jedoch bis zum Kriegsende virulent, wenn auch der Einfluss der Deutschen Christen gegenüber 1933 stark abgenommen hatte.
Dachstuhl und Bleiverglasung der Kirche wurden 1945 bei einem alliierten Luftangriff stark in Mitleidenschaft gezogen, das Innere blieb unbeschädigt. Die britische Besatzung nutzte die Lutherkirche als Militärkirche, Mitte der 1950er-Jahre erfolgte eine gründliche Renovierung. Das Pfarrhaus war völlig zerstört worden und wurde 1950 wieder aufgebaut.

### Zweite Hälfte des 20.Jahrhunderts
Das Gemeindeleben der unmittelbaren Nachkriegszeit war geprägt vom Zuzug von Flüchtlingen, vor allem in ein Flüchtlingslager an der Pionierstraße. In der Folge führte das zur Ausgliederung der Paul-Gerhard-Gemeinde 1947 und der Zufluchtsgemeinde Anfang der 1950er-Jahre, so dass das Gemeindegebiet der Luthergemeinde nur noch die Neustadt umfasste.
Die 1970er-Jahre brachten eine enge Zusammenarbeit mit Aktion Sühnezeichen Friedensdienste (ASF), deren junge Freiwillige im Paul-Schneider-Haus wohnten und in der Gemeinde mitarbeiteten. Als neue Gottesdienstformen wurden Gesprächsgottesdienst und „Frühstücksgottesdienst“ erprobt. Die Gemeinde engagierte sich in der Arbeit mit Ausländern, vorwiegend türkischen Kindern und Jugendlichen, die in der Neustadt zuzogen, sowie in der „Bürgerinitiative Kraftwerk Oberjägerweg“, die den Bau eines Heizkraftwerks in Hakenfelde verhinderte. Das Begegnungszentrum für kurdische Frauen HÎNBÛN in der Jagowstraße ging später in die Trägerschaft des Kirchenkreises Spandau über. In den 1980er-Jahren gewährte die Gemeinde wiederholt von Abschiebung bedrohten Flüchtlingen Kirchenasyl. Das Gemeindeleben war geprägt von sozialen, ökologischen und gemeinwesenorientierten Akzenten in Zusammenarbeit mit anderen Gruppen im Ortsteil; es entstanden das Begegnungszentrum für Frauen „Eulalia Eigensinn e. V.“, der Verein zur Förderung erneuerbarer Energien „Solarpfennig e. V.“ und die Schuldner- und Insolvenzberatung „Treffpunkt Regenbogen“, das Pfarrhaus erhielt eine thermische Solaranlage zur Warmwassergewinnung und eine Photovoltaikanlage zur Stromerzeugung.

### Luthergemeinde heute
Die Luthergemeinde liegt heute im Kirchenkreis Spandau des Sprengels Berlin der Evangelischen Kirche Berlin-Brandenburg-schlesische Oberlausitz. Das Gemeindegebiet umfasst die Spandauer Neustadt und den südöstlichen Zipfel von Hakenfelde. In ihr sind zwei Pfarrer in Teilzeitanstellung, eine Kantorin, ein Diakonin und eine Küsterin (Leiterin des Gemeindebüros) sowie ein Haus- und Kirchwart hauptamtlich tätig. Das Gemeindebüro befindet sich unter der Anschrift Lutherplatz 3 als Einbau in der Kirche.
In der Gemeinde bestehen der „Lutherchor“ als gemischter Chor, ein Kinderchor, ein Gospelchor („Spirit Singers“) und die „Spandauer Stadtstreicher“ als Instrumentalgruppe. Unter dem Motto „Orgelwinter“ findet im Winterhalbjahr samstags eine Reihe von Orgelkonzerten statt. Zum Deutschen Evangelischen Kirchentag 2017 wurde eine Veranstaltungsreihe „Orgelforum 2017“ in der Lutherkirche durchgeführt.
Für weitere gemeindliche Arbeit in Gruppen und offenen Veranstaltungen steht das Paul-Schneider-Haus in der Schönwalder Straße zur Verfügung, benannt nach dem 1939 im Konzentrationslager Buchenwald ermordeten Pfarrer Paul Schneider.
Zum 1. Januar 2025 fusionierte die Luthergemeinde mit der benachbarten Wichern-Radelandgemeinde zur Evangelischen Kirchengemeinde im Norden Spandaus.

### Liste der Pfarrer
- 1897–1910: Wilhelm Hensel, Superintendent
- 1897–1922: Alexander Spengler, ab 1910 erster Pfarrer
- 1904–1942: Rudolf Schmidt († Februar 1945)
- 1910–1914: Max Rose
- 1914–1926: Karl Schlaeger
- 1915–1947(†): Hermann Stephan
- 1922–1926: Paul Wiedermann
- 1927–1934: Herbert Küster
- 1926–1937: Hermann Bunke, dann Wicherngemeinde
- 1934–1947: Johannes Rehse
- 1942–1956: Siegfried Bluhm
- 1945–1948: Hans Wägner, dann Zufluchtgemeinde
- 1947–1954: Herbert Kittel
- 1949–1956: Alfred Großnick
- 1956–1962: Gerhard Rother
- 1956 bis Anfang der 1970er-Jahre: Heinz-Georg Hartmann
- 1956 bis Anfang der 1970er-Jahre: Gotthold Gueinzius
- 1962–1968: Franzgerhard von Aichberger
- Anfang der 1970er-Jahre: Florian Sorkale
- 1970–1982: Wolfgang Jung
- 1975–1983: Klaus Wiesinger
- 1981–1999: Christian Maechler
- 1986/1987–?: Peter Kranz
- ?–2021: Stefan Kuhnert
- derzeit: Karsten Dierks (bis 2021 auch Vorsitzender des Kollegiums im Kirchenkreis Spandau)

## Ausstattung

### Orgel

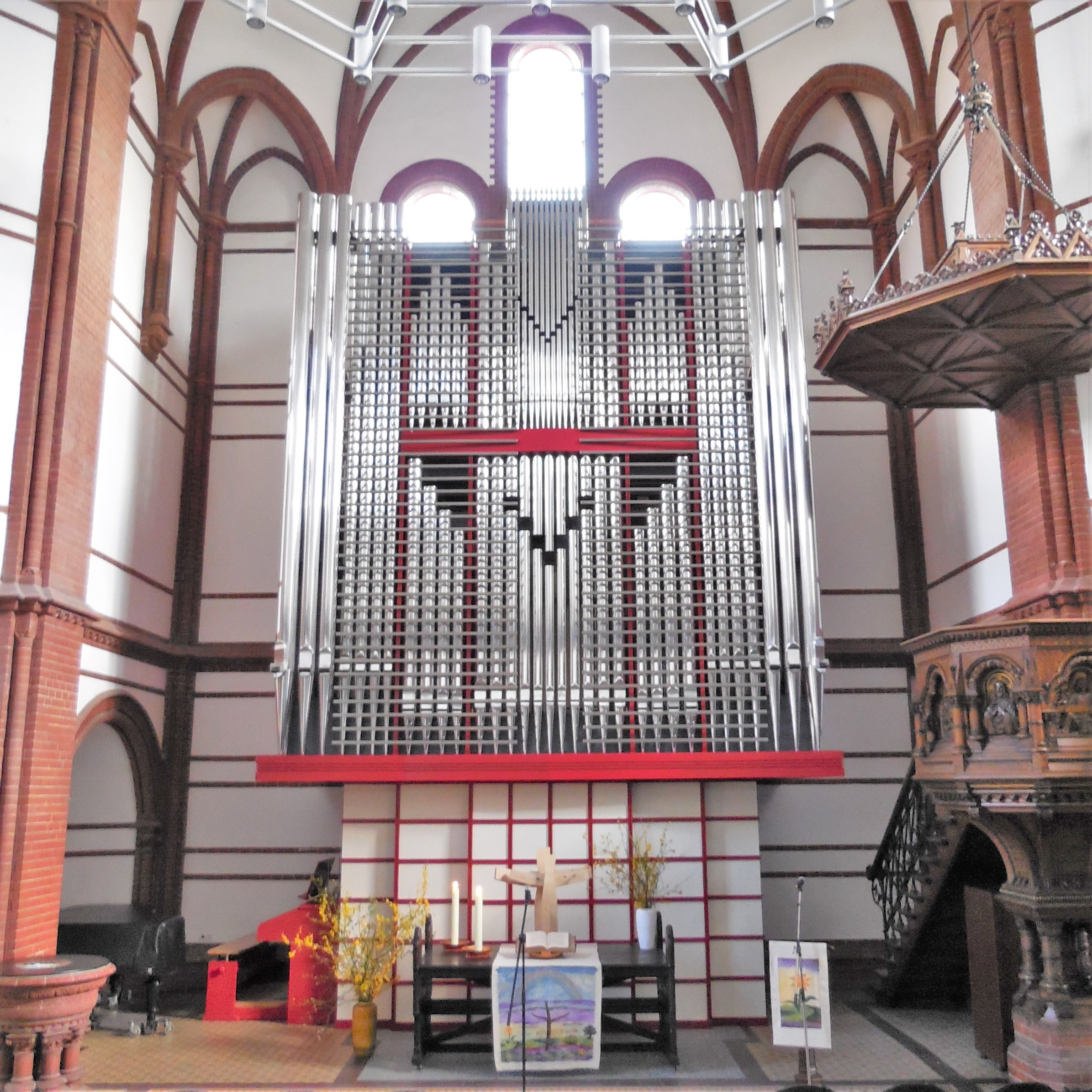
Die im April 2015 eingeweihte Mayer-Orgel

Die Lutherkirche bekam bald nach der Fertigstellung 1896 eine Orgel der Orgelbaufirma Gebrüder Dinse mit 36 elektro-pneumatischen Registern auf zwei Manualen und Pedal, die auf der Westempore stand. 1914 wurde sie von Schlag & Söhne um neun Register und ein weiteres Manual vergrößert. Die Restaurierung und Erweiterung 1929 durch Furtwängler und Hammer kam einem Neubau nahe. Da die Orgel nach dem Zweiten Weltkrieg vernachlässigt und später zudem durch Wasserschäden beeinträchtigt und zuletzt fast nicht mehr spielbar war, wurde sie 1996 im Zuge des Umbaus der Lutherkirche entfernt und stückweise verkauft, auch wegen Platzmangels in der verkleinerten Kirche. Die Gemeinde behalf sich seit 1996 mit einem vierregistrigen Orgelpositiv der Firma Ilisch, das bis dahin im Gemeindehaus gestanden hatte und bei Kindergottesdiensten erklang. Für den Gebrauch in der Kirche wurde es um ein Bassregister und Pedal ergänzt.
Ostern 2015 wurde eine neue, von Hugo Mayer Orgelbau (Heusweiler/Saarland) gefertigte Orgel eingeweiht. Das Instrument lehnt sich an romantische elsässische Orgeln an und hat 1572 Pfeifen in 27 Registern auf zwei Manualen und Pedal, ein weiteres Register entsteht durch Vorabzug. Die Disposition entwarf der Berliner Orgelsachverständige Michael Reichert, den Prospekt Dieter Ketterer, der auch den Kirchenumbau geleitet hatte. Für die Planung und Finanzierung gründete sich ein „Freundeskreis der evangelischen Lutherkirchengemeinde e. V.“ („Orgelverein“ genannt). Neben rund 100.000 Euro an Spenden leistete der Evangelische Kirchenkreis Spandau einen Zuschuss von 300.000 Euro.
Die Orgel steht in der Mitte der Ostwand hinter dem Altar und verdeckt die Tür zur ehemaligen Sakristei, dem heutigen Kantorenzimmer. Der Korpus hat eine Höhe von rund acht Metern. Die Holzbauteile des Pfeifengehäuses in matt glänzender, rubinroter Lackierung stehen im Kontrast zu den polierten Prospektpfeifen und den horizontalen metallenen Zierstäben, die vor den Prospekt gesetzt sind. Der schmalere Fuß der Orgel bildet die Kulisse für den Altar und ist von quadratischen und rechtwinkligen Ausfachungen geprägt, zwischen deren Abstandsfugen dimmbares LED-Licht austritt. Der Spieltisch ist links am Orgelfuß positioniert.
Disposition
Die Orgel hat (nach einer kleinen Änderung 2024) folgende Disposition:
| I Hauptwerk C–a3 |                 |         |
| 01.              | Bourdon         | 16′     |
| 02.              | Principal       | 08′     |
| 03.              | Harmonieflöte   | 08′     |
| 04.              | Octave          | 04′     |
| 05.              | Flûte allemande | 04′     |
| 06.              | Terz            | 01 3⁄5′ |
| 07.              | Quinte          | 02 ⁄3′  |
| 08.              | Doublette       | 02′     |
| 09.              | Mixtur IV       | 01 ⁄3′  |
| 10.              | Trompete        | 08′     |
|                  | Tremulant       |         |

| II Schwellwerk C–a3 |                      |         |
| 11.                 | Hornprincipal        | 08′     |
| 12.                 | Rohrbourdon          | 08′     |
| 13.                 | Viola pomposa        | 08′     |
| 14.                 | Vox coelestis        | 08′     |
| 15.                 | Fugara               | 04′     |
| 16.                 | Hohlflöte            | 04′     |
| 17.                 | Nasard               | 02 ⁄3′  |
| 18.                 | Blockflöte           | 02′     |
| 19.                 | Tierce               | 01 3⁄5′ |
| 20.                 | Piccolo harmonique   | 01′     |
| 21.                 | Cor Anglais          | 08′     |
| 22.                 | Trompette harmonique | 08′     |
|                     | Tremulant            |         |

| Pedal C–g1 |            |      |
| 23.        | Violon     | 16′  |
| 24.        | Subbass    | 16′  |
| 25.        | Octavbass  | 08′  |
| 26.        | Flöte      | 08′  |
| 27.        | Jubalflöte | 04′  |
| 28.        | Posaune    | 016′ |

- Mechanische Koppeln: II/I, I/P, II/P
- Elektrische Oktavkoppeln: 16′ II/I, 16′ II/II, 4′ II/I, 4′ II/II, 4′ II/P, Hyper II/P
- Spielhilfen: elektronische Setzeranlage, Winddrossel, Crescendo-Walze

### Glocken
Im Kirchturm hängen drei Stahlgussglocken mit der Geläutedisposition „Gloria“, gegossen vom Bochumer Verein.
| Glocke | Schlagton | Gewicht | Durchmesser | Höhe    | Gussjahr | Aufschrift                               |
| ------ | --------- | ------- | ----------- | ------- | -------- | ---------------------------------------- |
| 1      | e'        | 1210 kg | 1400 mm     | 1120 mm | 1896     | EHRE SEI GOTT IN DER HÖHE                |
| 2      | fis’      | 0860 kg | 1240 mm     | 1020 mm | 1896     | UND FRIEDE AUF ERDEN                     |
| 3      | a'        | 0500 kg | 0980 mm     | 0820 mm | 1957     | UND DEN MENSCHEN EIN WOHLGEFALLEN – 1957 |